# István Bibó
István Bibó [ištván bibó] (7. srpna 1911 Budapešť – 10. května 1979 tamt.) byl maďarský právník, historik a politický filosof, liberální teoretik středoevropské politiky a po roce 1956 politický vězeň.

## Život a dílo
Bibó se narodil ve středostavovské vzdělané rodině, studoval práva v Szegedu a v letech 1933-1935 ve Vídni a v Ženevě a absolvoval stáž na Mezinárodní právní akademii v Haagu. Od roku 1938 byl členem Maďarské filosofické společnosti a levicově liberální strany, od roku 1940 byl docentem práva na univerzitě v Szegedu a od roku 1941 v Kološváru (dnes Kluž v Rumunsku). 1944 byl zatčen, protože pomáhal pronásledovaným Židům a brzy propuštěn, ale do konce války žil v ilegalitě.
Po válce vstoupil do Malorolnické strany a krátce pracoval na Ministerstvu vnitra, kde připravoval zákony na demokratizaci místní správy. Od roku 1946 byl korespondentem Maďarské akademie věd a profesorem práva v Szegedu. Publikoval řadu knih a statí o evropské politice, o potřebě evropské integrace a o nebezpečích nacionalismu. Roku 1950 musel přestat učit a pracoval pak jako knihovník Univerzitní knihovny v Budapešti.

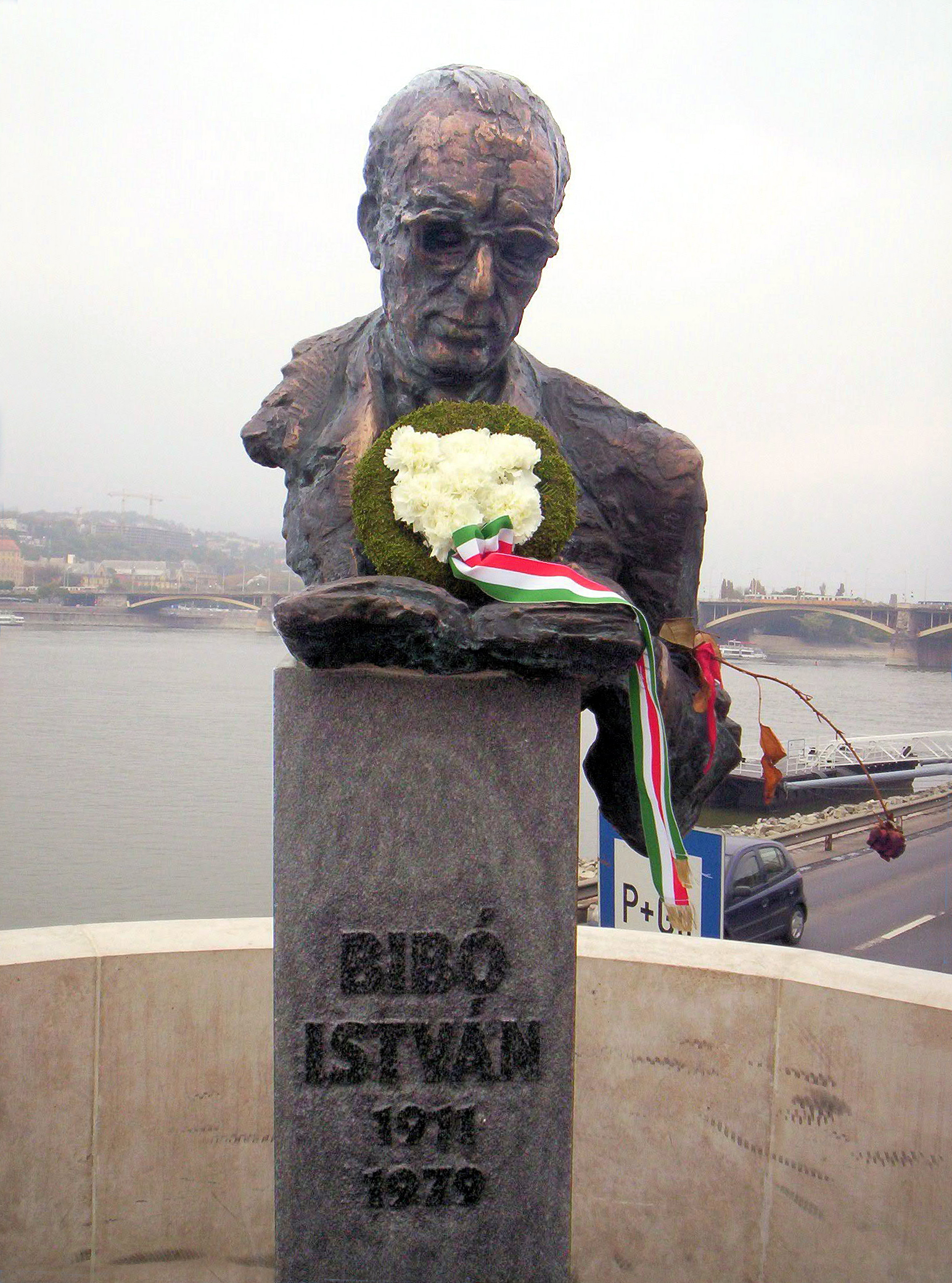
Pomník I. Bibó v Budapešti

Pro maďarské povstání 1956 připravil programový text a jako člen obnovené „Petöfiho strany“ byl jmenován do vlády Imreho Nagye. Když sovětská intervence vládu 4. listopadu 1956 svrhla, zůstal jako jediný na místě a napsal důležitý manifest „Za svobodu a pravdu“, kde vyzýval k nenásilnému odporu a bojkotu nového režimu Jánose Kádára. Bibó byl zastáncem maďarské neutrality po rakouském vzoru, nepodporoval však navrácení velkostatků dřívějším majitelům, ale spíše družstevní organizaci zemědělství. V květnu 1957 byl zatčen a odsouzen na doživotí, roku 1963 amnestován a do roku 1971, kdy byl penzionován, pracoval jako knihovník statistického úřadu. 1972 vyšla v Maďarsku jeho práce o paralyzování mezinárodního společenství a potřebě účinnější regulace vztahů, zejména v Evropě.
Od roku 1980 vycházely v Maďarsku jeho sebrané spisy, v Budapešti mu byl postaven pomník a pojmenována po něm střední škola.